# Nîmes (quận)
Quận Nîmes là một quận của Pháp, nằm ở tỉnh Gard, trong vùng Occitanie. Quận này có 24 tổng và 177 xã.

## Các đơn vị hành chính

### Các tổng
Các tổng của quận Nîmes là: 
1. Aigues-Mortes
2. Aramon
3. Bagnols-sur-Cèze
4. Beaucaire
5. Lussan
6. Marguerittes
7. Nîmes - Tổng thứ nhất
8. Nîmes - Tổng thứ nhì
9. Nîmes - Tổng thứ ba
10. Nîmes - Tổng thứ tư
11. Nîmes - Tổng thứ năm
12. Nîmes - Tổng thứ sáu
13. Pont-Saint-Esprit
14. Remoulins
15. Rhôny-Vidourle
16. Roquemaure
17. Saint-Chaptes
18. Saint-Gilles
19. Saint-Mamert-du-Gard
20. Sommières
21. Uzès
22. Vauvert
23. Villeneuve-lès-Avignon
24. La Vistrenque

### Các xã
Các xã của quận Nîmes, và mã INSEE là: 
| 1. Aigaliers (30001)                  | 2. Aigues-Mortes (30003)               | 3. Aigues-Vives (30004)                  | 4. Aiguèze (30005)                       |
| 5. Aimargues (30006)                  | 6. Aramon (30012)                      | 7. Argilliers (30013)                    | 8. Arpaillargues-et-Aureillac (30014)    |
| 9. Aspères (30018)                    | 10. Aubais (30019)                     | 11. Aubord (30020)                       | 12. Aubussargues (30021)                 |
| 13. Aujargues (30023)                 | 14. Bagnols-sur-Cèze (30028)           | 15. Baron (30030)                        | 16. Beaucaire (30032)                    |
| 17. Beauvoisin (30033)                | 18. Bellegarde (30034)                 | 19. Belvézet (30035)                     | 20. Bernis (30036)                       |
| 21. Bezouce (30039)                   | 22. Blauzac (30041)                    | 23. Boissières (30043)                   | 24. Bouillargues (30047)                 |
| 25. Bourdic (30049)                   | 26. Cabrières (30057)                  | 27. Caissargues (30060)                  | 28. Calvisson (30062)                    |
| 29. Carsan (30070)                    | 30. Castillon-du-Gard (30073)          | 31. Caveirac (30075)                     | 32. Cavillargues (30076)                 |
| 33. Chusclan (30081)                  | 34. Clarensac (30082)                  | 35. Codognan (30083)                     | 36. Codolet (30084)                      |
| 37. Collias (30085)                   | 38. Collorgues (30086)                 | 39. Combas (30088)                       | 40. Comps (30089)                        |
| 41. Congénies (30091)                 | 42. Connaux (30092)                    | 43. Cornillon (30096)                    | 44. Crespian (30098)                     |
| 45. Dions (30102)                     | 46. Domazan (30103)                    | 47. Estézargues (30107)                  | 48. Flaux (30110)                        |
| 49. Foissac (30111)                   | 50. Fons (30112)                       | 51. Fons-sur-Lussan (30113)              | 52. Fontanès (30114)                     |
| 53. Fontarèches (30115)               | 54. Fournès (30116)                    | 55. Fourques (30117)                     | 56. Gajan (30122)                        |
| 57. Gallargues-le-Montueux (30123)    | 58. Garons (30125)                     | 59. Garrigues-Sainte-Eulalie (30126)     | 60. Gaujac (30127)                       |
| 61. Goudargues (30131)                | 62. Générac (30128)                    | 63. Issirac (30134)                      | 64. Jonquières-Saint-Vincent (30135)     |
| 65. Junas (30136)                     | 66. La Bastide-d'Engras (30031)        | 67. La Bruguière (30056)                 | 68. La Calmette (30061)                  |
| 69. La Capelle-et-Masmolène (30067)   | 70. La Roque-sur-Cèze (30222)          | 71. La Rouvière (30224)                  | 72. Langlade (30138)                     |
| 73. Laudun-l'Ardoise (30141)          | 74. Laval-Saint-Roman (30143)          | 75. Le Cailar (30059)                    | 76. Le Garn (30124)                      |
| 77. Le Grau-du-Roi (30133)            | 78. Le Pin (30196)                     | 79. Lecques (30144)                      | 80. Les Angles (30011)                   |
| 81. Lirac (30149)                     | 82. Lussan (30151)                     | 83. Lédenon (30145)                      | 84. Manduel (30155)                      |
| 85. Marguerittes (30156)              | 86. Meynes (30166)                     | 87. Milhaud (30169)                      | 88. Montagnac (30354)                    |
| 89. Montaren-et-Saint-Médiers (30174) | 90. Montclus (30175)                   | 91. Montfaucon (30178)                   | 92. Montfrin (30179)                     |
| 93. Montignargues (30180)             | 94. Montmirat (30181)                  | 95. Montpezat (30182)                    | 96. Moulézan (30183)                     |
| 97. Moussac (30184)                   | 98. Mus (30185)                        | 99. Nages-et-Solorgues (30186)           | 100. Nîmes (30189)                       |
| 101. Orsan (30191)                    | 102. Parignargues (30193)              | 103. Pont-Saint-Esprit (30202)           | 104. Pougnadoresse (30205)               |
| 105. Poulx (30206)                    | 106. Pouzilhac (30207)                 | 107. Pujaut (30209)                      | 108. Redessan (30211)                    |
| 109. Remoulins (30212)                | 110. Rochefort-du-Gard (30217)         | 111. Rodilhan (30356)                    | 112. Roquemaure (30221)                  |
| 113. Sabran (30225)                   | 114. Saint-Alexandre (30226)           | 115. Saint-André-d'Olérargues (30232)    | 116. Saint-André-de-Roquepertuis (30230) |
| 117. Saint-Bauzély (30233)            | 118. Saint-Bonnet-du-Gard (30235)      | 119. Saint-Chaptes (30241)               | 120. Saint-Christol-de-Rodières (30242)  |
| 121. Saint-Clément (30244)            | 122. Saint-Côme-et-Maruéjols (30245)   | 123. Saint-Dionizy (30249)               | 124. Saint-Dézéry (30248)                |
| 125. Saint-Geniès-de-Comolas (30254)  | 126. Saint-Geniès-de-Malgoirès (30255) | 127. Saint-Gervais (30256)               | 128. Saint-Gervasy (30257)               |
| 129. Saint-Gilles (30258)             | 130. Saint-Hilaire-d'Ozilhan (30260)   | 131. Saint-Hippolyte-de-Montaigu (30262) | 132. Saint-Julien-de-Peyrolas (30273)    |
| 133. Saint-Laurent-d'Aigouze (30276)  | 134. Saint-Laurent-de-Carnols (30277)  | 135. Saint-Laurent-des-Arbres (30278)    | 136. Saint-Laurent-la-Vernède (30279)    |
| 137. Saint-Mamert-du-Gard (30281)     | 138. Saint-Marcel-de-Careiret (30282)  | 139. Saint-Maximin (30286)               | 140. Saint-Michel-d'Euzet (30287)        |
| 141. Saint-Nazaire (30288)            | 142. Saint-Paul-les-Fonts (30355)      | 143. Saint-Paulet-de-Caisson (30290)     | 144. Saint-Pons-la-Calm (30292)          |
| 145. Saint-Quentin-la-Poterie (30295) | 146. Saint-Siffret (30299)             | 147. Saint-Victor-des-Oules (30301)      | 148. Saint-Victor-la-Coste (30302)       |
| 149. Saint-Étienne-des-Sorts (30251)  | 150. Sainte-Anastasie (30228)          | 151. Salazac (30304)                     | 152. Salinelles (30306)                  |
| 153. Sanilhac-Sagriès (30308)         | 154. Sauveterre (30312)                | 155. Sauzet (30313)                      | 156. Saze (30315)                        |
| 157. Sernhac (30317)                  | 158. Serviers-et-Labaume (30319)       | 159. Sommières (30321)                   | 160. Souvignargues (30324)               |
| 161. Tavel (30326)                    | 162. Théziers (30328)                  | 163. Tresques (30331)                    | 164. Uchaud (30333)                      |
| 165. Uzès (30334)                     | 166. Vallabrix (30337)                 | 167. Vallabrègues (30336)                | 168. Valliguières (30340)                |
| 169. Vallérargues (30338)             | 170. Vauvert (30341)                   | 171. Verfeuil (30343)                    | 172. Vergèze (30344)                     |
| 173. Vers-Pont-du-Gard (30346)        | 174. Vestric-et-Candiac (30347)        | 175. Villeneuve-lès-Avignon (30351)      | 176. Villevieille (30352)                |
| 177. Vénéjan (30342)                  |                                        |                                          |                                          |